# Charles de Coubertin
Charles de Coubertin, né Charles Louis de Frédy de Coubertin à Paris le 23 avril 1822 et mort dans la même ville le 28 octobre 1908, est un peintre français.

## Biographie

### Origines familiales
La famille est originaire de Rome (Italie). C'est dans la propriété de la famille qu'aurait été trouvé le fameux groupe du Laocoon et dont l'ancêtre Felice fit cadeau au pape Jules II.
Un ancêtre émigré en France, valet du roi Louis XI, fut envoyé par le roi en pèlerinage à Saint-Jacques-de-Compostelle à sa place. Il l'anoblit au retour et lui attribua les armes composées de neuf coquilles saint-jacques. Ses descendants, Jean puis Pierre, achetèrent en 1577 la seigneurie de Coubertin, situé actuellement au domaine et château de Coubertin à Saint-Rémy-lès-Chevreuse. Jean (1592-1677), avocat en parlement, fut anobli par lettres en 1629. 
Charles-Louis de Frédy de Coubertin est le fils de Bonaventure Julien de Frédy, baron de Coubertin (1788-1871), haut fonctionnaire de Napoléon Ier à Brême et Oldenbourg en Allemagne du nord, haut officier militaire dans l'armée de Louis XVIII, premier baron de Coubertin en 1821, et ensuite maire de Saint-Rémy-lès-Chevreuse jusqu'à sa mort en 1871.

### Sa vie
Il nait le 22 ou 23 avril 1822, à Paris. Il est élève du peintre François Édouard Picot.
En 1846, il épouse Marie-Marcelle Gigault de Crisenoy, fille d'Étienne Charles, baron Gigault de Crisenoy et petite-fille d'Achille Étienne Marie Gigault de Crisenoy,, héritière du château de Mirville (Seine-Maritime) en Normandie. Ils sont profondément catholiques et monarchistes. Le couple aura quatre enfants dont Pierre de Coubertin. Ils partagent leur vie entre Paris, le château de Coubertin, le château de Mirville, et Étretat.
En 1848-1849, il fait un voyage en Orient.
Il reçoit la Légion d'honneur pour son œuvre, en 1865, sur demande du surintendant des beaux-arts.
Son journal intime de 1891 à 1895 a été conservé et étudié.

## Œuvres
- Halte de caravanes au puits de Saba dans le désert d'Hébron, 1850. New-York, Metropolitan Museum[7].
- Le Vendredi saint à Palerme, 1861. Fécamp, Les Pêcheries, musée de Fécamp[8].
- Le Départ des missionnaires, 1868, Paris, chapelle des Missions étrangères, tableau exposé et primé à l'Exposition universelle de 1900 de Paris
- Virgo Fortis - Stella Maria, projet pour une peinture sur lave dans l'église d'Étretat, 1869. Fécamp, Les Pêcheries, musée de Fécamp
- Le château de Mirville, 1875.
- Vie de saint Jean de Dieu, 1879, et plusieurs tableaux dans la chapelle des Frères hospitaliers de Saint-Jean-de-Dieu à Paris, rue Lecourbe.
- Allégorie aux sports, 1896. Lausanne, Musée olympique[9].
- La Mort de Lucianus, d'après le roman Fabiola du cardinal Wiseman, Paris, église Saint-François-Xavier.
- La Dernière messe du martyr, Paris, église Saint-François-Xavier.
- Louis XVII au Temple, collection particulière. Numérisé.
- Le baiser de la paix dans les catacombes, musée des Beaux-Arts de Rouen.
- Tableaux dans de nombreuses églises de Paris et dans plusieurs musées de France[Lesquels ?] dont des peintures murales représentant les Saintes Litanies (1858-1860, restaurées en 2014) dans l'église paroissiale de Saint-Martin-de-Chevreuse[10] et dans celle de Loigny-la-Bataille.